# 活動写真資料研究会
活動写真資料研究会（かつどうしゃしんしりょうけんきゅうかい、1919年 設立 - 1921年 活動停止）は、かつて第二次世界大戦前に存在した、東京の映画製作集団である。労働運動家から映画興行師へと転身した高松豊次郎が設立し、無声映画を製作、興行した。

## 略歴・概要
1919年（大正8年）、東京で当時47歳の高松豊次郎が結成した。
かつて1897年（明治30年）12月、25歳のときには、片山潜の「労働組合期成会」の機関誌『労働世界』に、創刊号から寄稿したほどの「労働運動家」だった高松は、1900年代の10年間を台湾での映画の普及についやし、1906年（明治39年）には出版社の東京パック社で、吉沢商店のカメラマン千葉吉蔵を監督・撮影に起用して短編コント集映画『社会パック活動写真』を製作したり、翌1907年（明治40年）には台湾で撮ってきた『台湾実況紹介』を大阪・角座で上映したりと、映画の製作にも乗り出していた。
1919年11月17日には設立第一作『日本労働問題』を神田青年館で公開した。翌1920年に製作した勤勉と倹約の価値を説く「民力涵養映画」こと『生活安定の巻』のプリントはいまも現存する。
スタッフには、演出部に山根幹人、そして1921年に忽然と現れた、主演も張れる井上麗三、この2名は前歴が不明である。撮影部の岩岡巽はM・パテー商会出身で、1909年に岩藤思雪監督・脚本、新派の関根達発の映画デビュー作『日本桜』を撮って以来、10年ぶりにクレジットされている人材である。撮影部のもうひとり、花房種太は前年1919年までマキノ省三の京都・「ミカド商会」にいた。また助監督部にいたのちの東宝社長の森岩雄は1922年にプリンストン大学を卒業するはずだが、1921年にはここにいる。
キャストには、大味正徳、富田百合子、中川信水、池田園子、荒川清といったが俳優たちがいて、だれもが映画は初の経験であった。みなここから映画的キャリアが始まるわけだが、とりわけ荒川清はのちに高松が設立した「タカマツ・アズマプロダクション」（1925年 - 1927年）でレギュラー出演し、1927年には同社で監督としてデビューした（草間実主演『辻切縦横組』）。稲垣浩の父、東明二郎は舞台出身で映画にはここでデビューしている。水野好美は吉沢商店出身であり、小川国松は「沢村国丸」名義で天活出身、1916年に吉野二郎監督、枝正義郎撮影で『水戸三郎丸』に主演している。
「日本の映画女優第一号」こと花柳はるみを主演に起用した『収穫』を1921年11月21日に浅草大東京で公開したのを最後に、高松はつぎのプロジェクトに移行していく。花柳はるみの起用をまつまでもなく、帰山教正、小山内薫、村田実だけでなく、高松が、1920年にすでに女優を起用していることにも、「活動写真資料研究会」の歴史的意義は存在する。
また、1923年10月、同研究会名義、高松豊次郎撮影指揮で、8世紀（奈良時代）の高級官僚和気清麻呂に取材した『史劇 和気清麿公』（プリント現存）を製作している。

## フィルモグラフィ
- 日本労働問題　1919年　監督・脚本山根幹人、原案高松豊次郎、撮影岩岡巽 （神田青年館）
- 生活安定の巻　1920年　監督・脚本・撮影岩岡巽、製作高松豊次郎、出演大味正徳、富田百合子、中沢照子、荒川清、加藤喜子  ※プリント現存
- 鉄道と公徳　1920年　企画鉄道省、撮影花房種太
- なまけ兵六　1921年　監督山根幹人、原作・主演井上麗三、脚本・助監督・出演森岩雄、撮影岩岡巽、出演原百合子、浦島光代、中川信水
- 力の勝利　1921年　監督・脚本・主演井上麗三、共同監督・共同脚本山根幹人、出演小川国松、森花汀、水野好美、池田園子、高木盆子、中川信水（「佐久間一郎」名義）、根岸秋人、東明二郎 （浅草大東京）
- 収穫　1921年　監督・脚本山根幹人、出演花柳はるみ、中川信水、井上麗三、中井正橘、池田園子 （浅草大東京）
- 史劇 和気清麿公　1923年　撮影指揮高松豊次郎　※プリント現存

## 関連事項
- 映画芸術協会 （帰山教正）
- マキノ・プロダクション （マキノ省三）
- タカマツ・アズマプロダクション （高松豊次郎）
- 連合映画芸術家協会 （直木三十五）